# سیارک ۲۴۸۹۸
سیارک ۲۴۸۹۸ (به انگلیسی: 24898 Alanholmes، نامگذاری:1997AR17) بیست و چهار هزار و هشتصد و نود و هشتمین سیارک کشف شده‌است که در ۱۴ ژانویه ۱۹۹۷ کشف شد.
قدر مطلق سیارک برابر ۱۵٫۴ است.